# Wandle (rivière d'Angleterre)
Ne doit pas être confondu avec Wandle (rivière de Nouvelle-Zélande).
La Wandle est un affluent de la rive droite de la Tamise dans le sud de Londres, en Angleterre.

## Géographie
D'une longueur totale d'environ 14 km, la rivière traverse les arrondissements londoniens de Croydon, Sutton, Merton et Wandsworth, où elle rejoint la Tamise. Un cours supérieur court - le Caterham Bourne - se trouve en partie dans le Surrey. Les affluents de la Wandle comprennent les étangs Carshalton et le Norbury Brook (en).
Le Wandle Trail (en) suit le cours de la rivière de Croydon à Wandsworth.